# Shola Shoretire
Shola Shoretire (* 2. Februar 2004 in Newcastle upon Tyne) ist ein englischer Fußballspieler. Der Stürmer steht aktuell bei Manchester United unter Vertrag.

## Persönliches
Shoretire ist der Sohn eines nigerianischen Vaters und einer englischen Mutter und wurde 2004 in Newcastle geboren.

## Karriere

### Vereine
Nach vielen unterschiedlichen Stationen, unter anderem auch bei Manchester City, wechselte er 2013 in die Jugendabteilung von Manchester United. Dort durchlief er die unterschiedlichen Altersklassen und spielte ab der Saison 2020/21 regelmäßig für die U21-Auswahl in der Premier League 2.
Anfang Februar 2021 unterschrieb er seinen ersten Profivertrag bei Manchester United. Sein Profidebüt gab er wenige Tage später beim 3:1-Heimsieg in der Premier League gegen Newcastle United, als er in der 88. Spielminute für Marcus Rashford eingewechselt wurde. In der restlichen Spielzeit kamen noch zwei weitere kurze Einsätze in der Liga und der Europa League dazu.
Nachdem er in den folgenden eineinhalb Jahren nur ein weiteres Mal in der Liga eingesetzt worden war, schloss er sich im Januar 2023 leihweise den Bolton Wanderers an. In der EFL League One spielte er regelmäßig für seinen neuen Verein und erzielte dabei im Mai 2023 gegen die Bristol Rovers sein erstes Tor im Profifußball.
Nach der Leihe kehrte er nach Manchester zurück und spielte dort zu Beginn der Saison 2023/24 wieder für die U21-Jugendmannschaft in der Premier League 2.

### Nationalmannschaft
Zwischen 2019 und 2021 spielte Shoretire für die U15, U16, U18 und U19-Juniorenauswahl von England.